# Aphilopota calaria
Aphilopota calaria är en fjärilsart som beskrevs av Swinhoe 1904. Aphilopota calaria ingår i släktet Aphilopota och familjen mätare. Inga underarter finns listade i Catalogue of Life.